# 2002 في العراق
فيما يلي قوائم الأحداث التي وقعت خلال عام 2002 في العراق.

## أحداث
- 1 يناير – استفتاء الرئاسة العراقي 2002

## كتب
من الكتب التي صدرت هذه السنة في العراق:
- 1 يناير – الشخصية المحمدية من تأليف معروف الرصافي.
- 1 يناير – رجال ومدينة من تأليف صدام حسين.

## وفيات

### يناير
- 1 يناير – سلمان فائق (مواليد 1910) طبيب وجراح عراقي، شغل منصب عمادة كلية الطب العراقية بين عامي 1962 - 1963.
- 1 يناير – قاسم المفتي (مواليد 1924) طبيب عراقي.